# Axel Wahlsteen
Axel Olof Wahlsteen, född 1 juli 1897 i Växjö, död 5 december 1968, var en svensk företagsledare.

## Biografi
Wahlsteen avlade studentexamen 1916 i Växjö. Därefter studerade han vid Kungliga Tekniska högskolan i Stockholm och utexaminerades som bergsingenjör från avdelningen för hyttmekanik 1922. 
Wahlsteen reste därefter till Tyskland och fick anställning som valsverksarbetare på Phoenix Werke i Dortmund-Hörde. Efter ett par månader bytte han till metallografiska laboratoriet vid Stahlwerke Hoesch i Dortmund där han stannade till 1924. Åren 1924–1925 arbetade Wahlsteen på Metallografiska institutet i Stockholm och i början av 1925 anställdes han på Bofors som chef för metallografiska laboratoriet. Han avancerade sedan till överingenjör 1933, blev chef för samtliga produktionsavdelningar 1942, utnämndes till direktör 1944 och till vice verkställande direktör 1956. 
Wahlsteen medverkade i Jernkontorets forskningsverksamhet, bland annat som ordförande i forskningsutskottet för stålgjutgods 1942–1950 och som ledamot av Jernkontorets tekniska råd 1957–1960. Åren 1957–1961 deltog han även i Järnbruksförbundets verksamhet, bland annat några år som ordförande i sektionen Arbetsstudier och arbetsvärdering. 
Efter att han lämnat Bofors arbetade Wahlsteen som konsult inom metallurgiska och andra industriella områden och han anlitades också för flera styrelseuppdrag, bland annat som styrelseledamot i Norrbottens Järnverk AB, där han mellan 1960 och 1967 var ordförande. 
Wahlsteen blev riddare av Vasaorden 1949. Han var även medlem av Sancte Örjens gille. 

## Privatliv
Wahlsteen var son till kassör Måns Olsson Wahlsteen och Anna Maria Wahlsteen (född Konradsson). Han var gift med Knut R. Stanlers halvsyster Helena (Lena) Wahlsteen (född Svensson).